# Burg Wildenburg (Hunsrück)
Die Burg Wildenburg ist eine Burgruine bei Kempfeld im Landkreis Birkenfeld in Rheinland-Pfalz (Deutschland). Teile der Anlage befinden sich im Nationalpark Hunsrück-Hochwald.

## Lage
Die Ruine liegt im Hunsrück zwischen dem nördlich gelegenen Schwarzwälder Hochwald und der südlich gelegenen Stadt Idar-Oberstein auf ca. 630 m ü. NN auf dem Wildenburger Kopf über dem Tal der Idarbach. Sie war die höchstgelegene Burg des Hunsrücks.

## Geschichte
Vorläufer der Wildenburg war eine vermutlich keltische Fluchtburg mit doppelter Wallanlage aus der Latènezeit (ca. 450–50 v. Chr.). Der Wildenburger Wall gehört zu einer Reihe von keltischen Wallanlagen im südlichen Hunsrück zwischen dem Ringwall von Otzenhausen, dem Ringkopf, der Altburg und der Alteburg im Soonwald. Ein kurzer Abschnitt des Walls wurde als „gallische Mauer“ (murus gallicus) rekonstruiert.
Um das Jahr 350 n. Chr. wurde auf der Wildenburg für kurze Zeit eine spätrömische Befestigung eingerichtet.
Im Spätmittelalter wurde von Wildgraf Friedrich von Kyrburg auf dem Felsen an der Westspitze des Ringwalls die Wildenburg erbaut (erstmals 1330 erwähnt) und 1651 von marodierenden lothringischen Truppen gebrandschatzt und zerstört. Nach teilweisem Wiederaufbau im Jahre 1660 diente die Unterburg dem Amt Wildenburg als Verwaltungssitz bis zur Aufhebung der Grafschaft im Jahre 1792.

## Anlage
Von der auf einem Felsen gelegenen Oberburg haben sich nur wenige Mauerreste erhalten. Auf der Spitze des Felsens wurde ab 1980 ein 22 Meter hoher Aussichtsturm errichtet und 1981 fertiggestellt. Er bietet von seiner 15 Meter hoch liegenden, ringförmig um den Turmkörper angebrachten Aussichtsplattform einen sehr guten Ausblick in alle Himmelsrichtungen. Orientierungstafeln an der Brüstung erläutern die Ziele.
Ab 1859 waren bereits die Gebäude der Unterburg mit Torturm, Wirtschaftsgebäuden und Umfassungsmauer zur Einrichtung der preußischen Revierförsterei wiederhergestellt worden. Diese Gebäude beherbergen nach weiteren Umbauten heute eine Burggaststätte und sind Sitz des Hunsrückvereins. Der Rittersaal wird als Standesamt und für kleinere Festivitäten genutzt.

## Umfeld
Einem örtlichen Denkmalstein zufolge befand sich unterhalb der Burg auch ein Weiler, von dem jedoch heute nichts mehr erhalten ist (Wüstung). Zudem liegt unterhalb der Burg auch das Wildkatzenzentrum Wildenburg, eines der drei Tore des Nationalparks Hunsrück-Hochwald. Unterhalb des Burgturms befindet sich heute ein Wildfreigehege.